# Tricyphona zwicki
Tricyphona zwicki är en tvåvingeart som beskrevs av Mendl 1973. Tricyphona zwicki ingår i släktet Tricyphona och familjen hårögonharkrankar. Inga underarter finns listade i Catalogue of Life.